# Лазы (гмина)
Лазы (пол. Łazy) — городско-сельская гмина (волость) в Польше, входит как административная единица в Заверценский повет, Силезское воеводство. Население — 16 077 человек (на 2004 год).

## Демография
| Перепись                       | Всего   | Всего | Женщины | Женщины | Мужчины | Мужчины |
| ------------------------------ | ------- | ----- | ------- | ------- | ------- | ------- |
| Единицы                        | человек | %     | человек | %       | человек | %       |
| Население                      | 16 077  | 100   | 8275    | 51,5    | 7802    | 48,5    |
| Плотность населения (чел./км²) | 121,3   | 121,3 | 62,4    | 62,4    | 58,9    | 58,9    |

## Поселения
1. Тужа
2. Кондзелюв
3. Кузница-Маслоньска
4. Рокитно-Шляхецке
5. Ляскова
6. Хутки-Канки
7. Грабова
8. Блоец
9. Пяски
10. Скалбаня
11. Неговонички
12. Езоровице
13. Нива-Загурчаньска
14. Неговонице
15. Дембина
16. Пасеки
17. Слотвина
18. Тшебычка
19. Хрущобруд
20. Гавронувка
21. Хрущобруд-Пяски
22. Весюлка
23. Высока
24. Чёнговице
25. Гаювка
26. Зацише
27. Заздрость

## Соседние гмины
1. Домброва-Гурнича
2. Гмина Ключе
3. Гмина Огродзенец
4. Поремба
5. Гмина Севеж
6. Заверце